# Nassau (Niemcy)

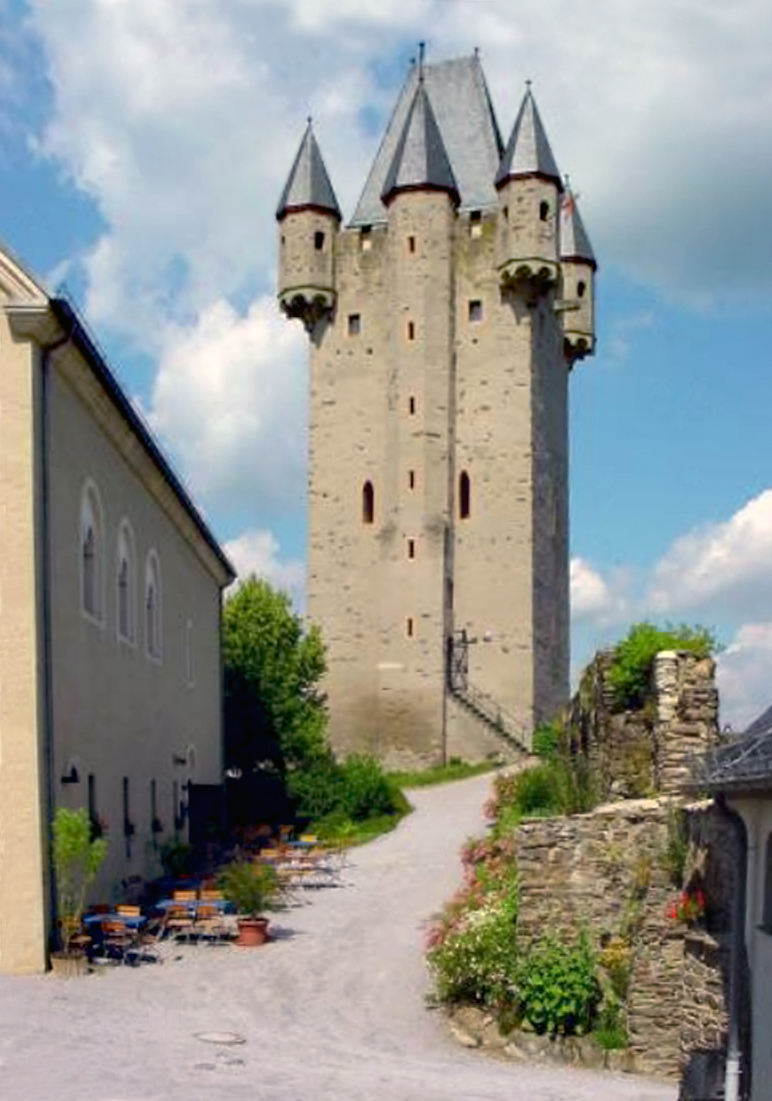
Zamek w Nassau

Nassau – miasto w Niemczech, w kraju związkowym Nadrenia-Palatynat, w powiecie Rhein-Lahn, wchodzi w skład gminy związkowej Bad Ems-Nassau. Do 31 grudnia 2018 siedziba gminy związkowej Nassau. Liczy 4513 mieszkańców (31 grudnia 2018), leży nad rzeką Lahn na wysokości 100 m n.p.m., zajmuje powierzchnię 17,51 km².

## Historia
Wzmiankowane po raz pierwszy już w roku 915 w dokumentach diecezji wormackiej. Około roku 1100 hrabia Dudo z Laurenburga zbudował tu zamek Nassau. Wśród spadkobierców Dudona wywodzących się z dynastia Nassau znalazł się m.in. późniejszy król Niemiec (1292–1298) Adolf z Nassau. Prawa miejskie Nassau otrzymało w 1348 wraz z pobliskimi Dausenau i Scheuern. Księstwo Nassau inkorporowane zostało do Prus w 1866 roku.

## Osoby urodzone w Nassau
- Heinrich Friedrich Karl vom und zum Stein (1757–1831) – pruski polityk